# Jati (Soko)
Jati is een bestuurslaag in het regentschap Tuban van de provincie Oost-Java, Indonesië. Jati telt 1775 inwoners (volkstelling 2010).